# Trangkil (plaats)
Trangkil is een bestuurslaag in het regentschap Pati van de provincie Midden-Java, Indonesië. Trangkil telt 9961 inwoners (volkstelling 2010).